# Rościno
Rościno (deutsch Rostin) ist ein Dorf in der Woiwodschaft Westpommern in Polen. Es gehört zur Gemeinde Białogard (Belgard) im Powiat Białogardzki.

## Geographische Lage
Rościno liegt fünf Kilometer westlich von Białogard an einer Nebenstraße, die von der Wojewodschaftsstraße 163 in der Mitte zwischen Białogard und Karlino (Körlin) abzweigt. Die südliche Ortsgrenze wird von der Parsęta (deutsch Persante) gebildet, der Nordwesten des Gemeindegebietes grenzt an die Stadt Karlino.

## Ortsgeschichte
Urkundlich wird Rostin erstmals im 17. Jahrhundert erwähnt. Ein erinnerungswürdiges Datum war der 24. Juni (Johannistag) 1847, als ein Großbrand die Hälfte des Dorfes vernichtete.
Im Jahre 1867 lebten 333 Einwohner in dem Bauerndorf (mitsamt dem Wohnplatz Uhlenburg), dessen Familien zu 16 Bauern, zwei Kossäten und zwei Büdnern gehörten. Die ertragreichen Wiesen an der Persante boten gute Standortvoraussetzungen vor allem für die Viehwirtschaft.
1936 wurde Rostin weit über die Grenzen Deutschlands hinaus bekannt: Durch den Bau des „ersten Unterwasserkraftwerkes der Welt“ nach der Bauweise Arno Fischer. Der Flusslauf der Persante musste dazu von Belgard bis Rostin begradigt werden, um die Fließgeschwindigkeit zu erhöhen. Der große Erfolg des Werkes allerdings blieb aus.
Im Jahre 1939 lebten 229 Einwohner in 52 Haushaltungen in Rostin, das eine Gemeindefläche von 1.135,7 Hektar umfasste.
Bis 1945 gehörte das Dorf  zum Landkreis Belgard (Persante) und bildete mit Alt Lülfitz, Neu Lülfitz und Redlin das Amt Lülfitz. Standesamtlich war das Dorf mit Roggow verbunden. Das Amtsgericht war in Belgard.
Letzter Bürgermeister vor 1945 war Albert Trapp.
Am 3. März 1945 wurde Rostin von sowjetischen Truppen besetzt. Die Vertreibung der ansässigen Bevölkerung begann im Sommer 1945. Heute gehört der Ort unter dem Namen Rościno zur polnischen Landgemeinde Białogard.

## Kirche
Rostin war bis 1945 in das Kirchspiel der Marienkirchengemeinde Belgard integriert und gehörte damit zum Kirchenkreis Belgard in der Kirchenprovinz Pommern der evangelischen Kirche der Altpreußischen Union.
Heute ist Rościno Teil der Parafia Koszalin (Köslin) in der Diözese Pommern-Großpolen der polnischen Evangelisch-Augsburgischen Kirche.

## Schule
Der Ort hatte bis 1945 eine einklassige Volksschule.